# James Warren
James Warren (Bristol, 25 agosto 1951) è un bassista e cantautore britannico, fondatore dei gruppi Stackridge, The Korgis e The Meanies.

## Biografia

### Infanzia e studi
James Warren nacque a Bristol il 25 agosto 1951 e crebbe nella città di Bath, nella regione inglese del Sud Ovest, dove si iscrisse alla facoltà di Filosofia.

### 1969-1975: James Warren e gli Stackridge
James Warren conobbe Jim "Crun" Walter ed Andy Davis nel 1969 a Bristol, quando già suonavano assieme nella blues band Griptight Thynne, rispondendo ad un annuncio per la formazione di un nuovo gruppo musicale di matrice folk rock. Nacque un sodalizio tra Warren e Davis, che divennero così gli autori dei brani della band che venne chiamata prima Stackridge Lemon, e poi con il nome definitivo di Stackridge. La band iniziò a crearsi un proprio pubblico affezionato anche grazie ai bizzarri concerti fatti di strani costumi, di coperchi della spazzatura usati come percussioni, dell'uso pionieristico del flauto e del violino e delle ironiche e sconclusionate storielle introduttive dello stesso Warren. Con l'intensificarsi dell'attività concertistica la band firma con la MCA Records e realizza il primo omonimo album nel 1971 che vedeva 4 canzoni scritte dallo stesso Warren e 3 assieme a Davis, divenendo così la voce principale del gruppo. All'album seguirono due singoli ed una tournée con gli Wishbone Ash.
Nel 1972 gli Stackridge pubblicarono poi Friendliness (MCA Records) che vedeva cinque canzoni (inclusa la title track in due parti) di Warren e tre composizioni di Walter/Davis. Il tour di promozione dell'album li vedeva poi con i loro amici Pigsty Hill Orchestra.
Gli Stackridge erano allora conosciuti anche per la loro fissazione con i Beatles, che li portò a scegliere la produzione di George Martin per il loro terzo album intitolato The Man in the Bowler Hat (MCA Records, 1974), generando però una frattura tra i suoi componenti che portò alla fuoriuscita di James Warren di lì a poco, che tornò così a Bath per finire gli studi di filosofia.

### 1979-1981: James Warren & the Korgis
James Warren non smise comunque di suonare, mantenendo anche i rapporti con Andy Davis, a cui mandava spesso proprie registrazioni. Nel 1979 James Warren ed Andy Davis tornarono così a suonare assieme come duo nella nuova band chiamata The Korgis, iniziando a sperimentare con la musica elettronica grazie ad un Fairlight CMI prestatogli dall'amico Peter Gabriel e divenendo una delle prime band di stampo synth-pop. Registrarono il loro primo album a casa dell'amico David Lord. La band firmò così per l'etichetta pop di Nick e Tim Heath chiamata Rialto realizzando fin da subito l'omonimo album del 1979, a cui seguirono i singoli Young 'N' Russian, I Just Can't Help It ed If I Had You, che già divenne una hit. Ma fu con l'omonimo singolo dell'album successivo Dumb Waiters (Rialto, 1980) che la band raggiunse il terzo posto della Billboard Hot 100, e poi con il successivo Everybody's Got to Learn Sometime che raggiunse la Top 5.
Il terzo album dei The Korgis era invece intitolato Sticky George (Rialto, 1981), e vedeva anche alcuni singoli usciti con il nome "James Warren and the Korgis".

### 1985-1994:Burning Questions
Nel 1985 James Warren scrisse il suo album solista che uscirà l'anno dopo per la piccola etichetta svedese Sonet con il titolo Burning Questions. L'album confermava il sodalizio con Andy Davis, che in più brani risulta essere il co-autore, mettendo anche i cosi su tre tracce. L'album, pur presentando un certo numero di ottimi brani da hit figli del loro tempo, non ottenne il successo sperato a causa della mancanza di promozione. Burning Questions viene comunque considerato dalla critica come una delle migliori produzioni di James Warren. Dall'album vennero estratti i singoli It Won't Be The Same Old Place e They Don't Believe In Magic. Oltre alla tournée solista, seguì anche un tour assieme ai Tears For Fears.
Nel 1987 pubblicò il singolo How Did You Know (Sonet), che ottenne un discreto successo in patria.
Tra il 1990 ed il 1993 riformò The Korgis per realizzare l'album This World's for Everyone pubblicato per la francese JBM.

### 1995-2010:Jim's Easy Listening Albume poi le reunion
Nel 1995 James Warren compose Jim's Special Edition Easy Listening Christmas Album. Inizialmente destinato ad essere un dono per amici ed estimatori, l'album divenne in seguito una rarità molto ricercata dai fan del cantautore inglese, tanto che Warren lo autoprodusse nel 1999 con la propria etichetta chiamata DAP Records. L'operazione portò poi alla realizzazione dell'album Jim's Easy Listening Album, pubblicato dalla Angel Air nel 2006.
Nel frattempo nel 2005 aveva riunito The Korgis per pubblicare prima il disco Umplugged (Angel Air, 2006) e poi Folk & Pop Classics (Angel Air, 2007). Nel 2008 si riunirono invece gli Stackridge per realizzare prima l'album The Forbidden City (Angel Air Records, 2008) e poi  A Victory For Common Sense (Helium, 2009).

### 2011-in poi: The Meanies e poiInnocent Bystanders
Nel 2013 James Warren assieme agli ex membri dei Graduate Andy Marsden e John Baker, all'ex Stackridge Glenn Tommey ed a Martyn Sheppard, danno vita al supergruppo The Meanies, pubblicando così l'album Cover Their Tracks (Angel Air, 2014).
Fu poi del 2017 l'album Innocent Bystanders (Angel Air), in cui Warren prosegue il suo percorso su sonorità pop e melodie orecchiabili. Nell'album spiccano brani come That’s What You Do To Me e Have You Seen The Colours?.

## Discografia

### Solista
- 1986 - Burning Questions
- 1999 - Jim's Special Edition Easy Listening Christmas Album
- 2006 - Jim's Easy Listening Album
- 2017 - Innocent Bystanders

### Con Stackridge
- 1971 - Stackridge
- 1972 - Friendliness
- 1974 - The Man in the Bowler Hat
- 2008 - The Forbidden City
- 2009 - A Victory For Common Sense
- 2012 - Radio Sessions 1971-1973

### Con The Korgis
- 1979 - The Korgis
- 1980 - Dumb Waiters
- 1981 - Sticky George
- 1992 - This World's for Everyone
- 2006 - Umplugged
- 2007 - Folk & Pop Classics

### Con The Meanies
- 2014 - Cover Their Tracks